# Caproni Ca.32
Il Caproni Ca.32 era un biplano da bombardamento italiano della prima guerra mondiale. Derivato dal prototipo Ca.31, che aveva volato nel 1914, a partire dal 1915 equipaggiò i reparti da bombardamento italiani e francesi. Durante il conflitto l'aereo era designato Ca.1 dal Regio Esercito e 300 hp dalla ditta costruttrice. Dal Ca.32 derivò, attraverso la tappa intermedia del 350 hp/Ca.2, il successivo Ca.33, tra i bombardieri alleati più impiegati nel conflitto.

## Storia del progetto
L'aereo era una versione migliorata del Ca.31 che aveva volato nell'ottobre 1914. Era realizzato in legno rivestito in tela, tranne le superfici di controllo con struttura metallica. La corta fusoliera centrale conteneva il motore azionante un'elica spingente mentre le due travi di coda alloggiavano ciascuna un motore azionante un'elica traente erano montate sopra l'ala inferiore. Manteneva il piano di coda monoplano con tre derive, queste erano di diversa forma e superficie maggiorata. Introduceva un meccanismo sterzante per le ruote anteriori del carrello. Adottava tre motori in linea Fiat A.10 da 100 CV, al posto dei motori rotativi Gnôme, motivo per cui venne designato 300 hp internamente alla ditta. L'uso di motori con raffreddamento a liquido portò all'installazione dei rispettivi radiatori sul montante interalare più prossimo al motore a cui erano collegati.
Nella carlinga centrale trovavano posto i 4 membri dell'equipaggio in abitacolo aperto. In posizione prodiera il mitragliere, dietro di lui i due piloti in posti affiancati. A seguire i due serbatoi affiancati, con dietro lo spazio per il meccanico. A poppa il terzo motore. A partire dagli ultimi esemplari venne installata sopra il motore una torretta sopraelevata con mitragliatrice, soluzione che garantiva al meccanico/2 mitragliere un'ampia visuale di 360 gradi. Nella torretta era in genere installata una sola mitragliatrice, talvolta ne venivano installate due o tre.
Sebbene il Ca.31 avesse volato nell'ottobre 1914, nonostante il parere contrario di Maurizio Mario Moris, ispettore dell'Aeronautica, ma con l'appoggio di Giulio Douhet, comandante del Battaglione Aviatori, ed il primo ordine per 12 esemplari di Ca.32 fosse stato emesso nel dicembre successivo, l'avvio della produzione in serie dovette aspettare il marzo 1915. Tale ritardo derivava da problemi di avviamento della macchina industriale italiana, la produzione in serie era gestita dalla Società per lo Sviluppo dell'Aviazione in Italia (SSAI), società statale creata allo scopo. Altri ritardi derivano dalla scelta dei propulsori.
Nel frattempo era stata accordata una licenza di produzione alla ditta francese Robert Esnault-Pelterie (REP).
Giovanni Battista "Gianni" Caproni era comunque insoddisfatto delle prestazioni del velivolo, certo che sarebbe bastato un incremento di potenza per migliorarle. Nella sua posizione di direttore della ditta di proprietà statale (La Caproni era stata nazionalizzata nel 1913) solo nel marzo 1916 ricevette l'autorizzazione per sostituire il motore centrale A.10 con un più potente Isotta Fraschini V.4B da 150 CV. L'aereo designato 350 hp venne collaudato da Emilio Pensuti il 10 maggio 1916 e dimostrò subito una velocità massima superiore anche se i vantaggi più evidenti erano quelli in termini di velocità di salita. Ordinati per la produzione in serie vennero designati Ca.2 dal Regio Esercito. Ne furono completati solo 9 esemplari, in quanto l'aereo venne ben presto soppiantato dal più potente Ca.33 (450 hp).
Le consegne furono ultimate nel dicembre 1916.

## Impiego operativo
I primi esemplari vennero consegnati il 23 luglio 1915. Il reparto, con sede sull'aviosuperficie dei Campo della Comina (Friuli-Venezia Giulia), venne battezzato 1ª Squadriglia Caproni. Il battesimo del fuoco il 20 agosto successivo, con un'azione contro l'aviosuperficie austriaca di Aisovizza. Già da questa azione emersero le qualità di buon incassatore del velivolo, visto che durante il ritorno i velivoli vennero colpiti da schegge di shrapnel della contraerea, ma non ebbero problemi a tornare alla base.
Gli ultimi Ca.32 del primo lotto di 12 esemplari vennero consegnati nell'ottobre dello stesso anno, nel frattempo veniva emesso un secondo ordine di 12 velivoli. Tale ordine venne ben presto portato a 36 e infine a 106 esemplari.
La 1ª Squadriglia effettuò oltre 20 azioni con i trimotori Caproni durante il 1915. Tra il 1915 ed il 1916 venivano costituite altre nove squadriglie, inquadrate due nel IV Gruppo da bombardamento e XI Gruppo da bombardamento. I due gruppi disponevano alla fine del 1916 di circa 40 velivoli.
L'attività dei reparti andò crescendo con il protrarsi del conflitto. Particolarmente significativa fu l'incursione sul porto ed i cantieri navali di Fiume nell'estate del 1916. Per la prima volta nella storia dell'aviazione militare si assistette ad un'azione di massa con il raduno in volo di bombardieri provenienti da diversi campi di aviazione. Furono impiegati 24 trimotori su tre ondate. Oltre a queste azioni di natura strategica i trimotori Caproni vennero impiegati in azioni di bombardamento contro le retrovie nemiche, sia sul fronte dell'Isonzo (agosto 1916), che in quello del Carso (settembre-ottobre 1916).
Nella primavera del 1917 i Ca.32 iniziarono ad essere affiancati in servizio dai Ca.33.
I Ca.32 francesi trovarono impiego sul fronte occidentale, gli esemplari prodotti in Italia erano inquadrati nelle C.A.P. escadres, quelli costruiti su licenza nelle C.E.P. escadres (C.E.P.: Caproni Esnault Pelterie) ed avevano due motori Le Rhône 9C 80 hp ed un Salmson-Canton Unnè 9R da 130 hp.

## Utilizzatori
Francia
- Armée de terre
  - Aéronautique Militaire

 Italia
- Regio Esercito
  - Corpo Aeronautico Militare

## Varianti
- Sebbene la motorizzazione dei Ca.32 fosse di 3 Fiat A.10 alcuni degli esemplari montavano motori rotativi Gnôme da 100 CV.
- Il 350 hp, tappa intermedia tra il Ca.32 ed il Ca.33, manteneva in due motori Fiat A.10 nelle ali, mentre adottava un più potente Isotta Fraschini V.4B da 150 CV in posizione centrale. I 9 aerei entrati in servizio vennero designati Ca.2. Nel dopoguerra non gli venne assegnata alcuna designazione specifica, includendoli de-facto tra i Ca.32.[2]
- I velivoli di produzione francese si differenziavano per diverse motorizzazioni e diverse cappottature dei motori.